# Albert Ripoll Guspi
Albert Ripoll Guspi   (Barcelona, 1943 - Barcelona, 1985) va ser un fotògraf català, conegut professionalment com a Guspi, va ser el fundador del Centre Internacional de Fotografia de Barcelona (CIFB).

## Biografia
Químic de formació, el 1961 va entrar a treballar en un estudi fotogràfic. El 1962 va viatjar amb Juan Marsé per Andalusia amb la intenció d'escriure una crònica que havia de publicar l'editorial Ruedo Ibérico, de París, però que no va arribar a veure la llum fins que Lumen el va trobar als arxiu de Ruedo Ibérico a Amsterdam, i el 2020 ho va publicar, ja pòstum, amb el nom de Viaje al sur.
De la publicitat va passar a la fotografia d'arquitectura, gràcies a la seva amistat amb els arquitectes Jacint Esteva i Ricard Bofill. Va realitzar la foto fixa a les pel·lícules Los pianos mecánicos (1965) de Juan Antonio Bardem, i Noche de vino tinto (1966) de José María Nunes. Entre 1967 i 1971 es va dedicar al reportatge per a revistes com Siglo 20 i Triunfo, on va publicar un reportatge sobre els camps de refugiats a Palestina.
El 1973 va fundar amb la seva dona Sandra Solsona Spectrum, la primera galeria comercial de fotografia a Espanya, on exposaven fotògrafs internacionals, publicant des del 1976 el butlletí Spectrum News, associat amb Canon. El 1978 fundà el Centre Internacional de Fotografia de Barcelona (CIFB), que fins al 1983 es va dedicar a la divulgació, formació i exposició de la fotografia, amb una sala de cine i una biblioteca.

## Obra
- Marsé, Juan; Ripoll Guspi, Albert. Viaje al sur (en castellà).  Penguin Random House Grupo Editorial España, 2020. ISBN 9788426408396.